# جون بارنز ولز
جون بارنز ولز (بالإنجليزية: John Barnes Wells)‏ هو مغني وملحن أمريكي، ولد في 17 أكتوبر 1880 في أشلي في الولايات المتحدة، وتوفي في 8 أغسطس 1935 في Roxbury, New York ‏ في الولايات المتحدة بسبب نوبة قلبية.

## وصلات خارجية
- جون بارنز ولز على موقع ميوزك برينز (الإنجليزية)
- جون بارنز ولز على موقع قاعدة بيانات برودواي على الإنترنت (الإنجليزية)
- جون بارنز ولز على موقع أول ميوزيك (الإنجليزية)